# Lonsdale (Minnesota)
Lonsdale ist eine Kleinstadt (mit dem Status „City“) im Rice County im mittleren Südosten des US-amerikanischen Bundesstaates Minnesota. Das U.S. Census Bureau hat bei der Volkszählung 2020 eine Einwohnerzahl von 4.686 ermittelt.
Lonsdale gehört zur CSA (Combined Statistical Area) Minneapolis-St. Paul-St. Cloud, der erweiterten Metropolregion Minneapolis–Saint Paul.

## Geografie
Lonsdale liegt etwas südlich der Twin Cities auf 44°28′49″ nördlicher Breite und 93°25′43″ westlicher Länge. Die Stadt erstreckt sich über 7,17 km².
Benachbarte Orte von Lonsdale sind Veseli (5,9 km nordwestlich), New Prague (18,5 km nordwestlich), Elko New Market (17,9 km nordöstlich), Northfield (22,6 km östlich) und Montgomery (16,6 km südsüdwestlich).
Das Stadtzentrum von Minneapolis liegt 70,7 km nördlich; das Zentrum von Saint Paul, der Hauptstadt von Minnesota, befindet sich 75 km nordöstlich. Rochester, die drittgrößte Stadt Minnesotas liegt 122 km südöstlich.

## Verkehr
Rund 8 km östlich verläuft die Interstate 35, die in Nord-Süd-Richtung von Minneapolis nach Des Moines in Iowa führt. Die Minnesota State Route 19 führt als Hauptstraße in West-Ost-Richtung durch Lonsdale. Alle weiteren Straßen sind untergeordnete und teils unbefestigte Fahrwege sowie innerörtliche Verbindungsstraßen.
Der nächstgelegene Flughafen ist der 65,2 km nordnordöstlich gelegene Minneapolis-Saint Paul International Airport.

## Demografische Daten
Nach der Volkszählung im Jahr 2010 lebten in Lonsdale 3674 Menschen in 1277 Haushalten. Die Bevölkerungsdichte betrug 512,4 Einwohner pro Quadratkilometer. In den 1277 Haushalten lebten statistisch je 2,87 Personen.
Ethnisch betrachtet setzte sich die Bevölkerung zusammen aus 96,5 Prozent Weißen, 0,4 Prozent Afroamerikanern, 0,3 Prozent amerikanischen Ureinwohnern, 0,8 Prozent Asiaten, 0,3 Prozent Polynesiern sowie 0,3 Prozent aus anderen ethnischen Gruppen; 1,4 Prozent stammten von zwei oder mehr Ethnien ab. Unabhängig von der ethnischen Zugehörigkeit waren 1,7 Prozent der Bevölkerung spanischer oder lateinamerikanischer Abstammung.
34,2 Prozent der Bevölkerung waren unter 18 Jahre alt, 60,9 Prozent waren zwischen 18 und 64 und 4,9 Prozent waren 65 Jahre oder älter. 48,9 Prozent der Bevölkerung war weiblich.

Das mittlere jährliche Einkommen eines Haushalts lag bei 68.718 USD. Das Pro-Kopf-Einkommen betrug 27.627 USD. 2,5 Prozent der Einwohner lebten unterhalb der Armutsgrenze.

## Söhne und Töchter der Stadt
- Anita Smisek (* 1941), Musikverlegerin, Pianistin und Organistin